# Hormisa iteinalis
Hormisa iteinalis là một loài bướm đêm trong họ Noctuidae.